# كفر العرب (كفر الزيات)
كفر العرب إحدى قرى مركز كفر الزيات التابع لمحافظة الغربية بجمهورية مصر العربية. تكون الكفر من الناحية الإدارية في سنة 1920 ثم فصل من الناحية المالية عن قرية النحارية في سنة 1937.

## السكان
بلغ عدد سكان كفر العرب 4266 نسمة حسب تقدير عام 2018.
| السنة  | 1947 | 1960 | 1976 | 1986 | 1996 | 2006  | 2018 |
| ------ | ---- | ---- | ---- | ---- | ---- | ----- | ---- |
| القرية | 1217 | 1439 | 1805 | 2594 | 3173 | 3,785 | 4266 |